# Michael Brückner (Politiker, 1965)
Michael Brückner (* 21. März 1965 in Nürnberg) ist ein ehemaliger deutscher Landwirtefunktionär und Politiker (CSU). Dem Bayerischen Landtag gehörte er von 2013 bis 2016 an.

## Leben

### Ausbildung und Beruf
Von 1971 bis 1980 besuchte er die Grund- und Hauptschule und beendete diese mit einem qualifizierten Hauptschulabschluss. Danach begann er eine Lehre als Gärtner im Gemüsebau. Von 1983 bis 1985 absolvierte er die Staatliche Fachschule für Agrarwirtschaft Fürth und schloss diese in Vorbereitung auf einen Meisterlehrgang als „Staatlich geprüfter Wirtschafter für Gartenbau, Fachrichtung Gemüsebau“ ab. Ab 1985 arbeitete er in der elterlichen Gärtnerei und legte 1988 die Prüfung zum Gärtnermeister ab. 1988 wurde er auch Gesellschafter dieses Betriebs, den er zusammen mit seinem Bruder 1994 ganz übernahm. 1995 wurde er Mitglied im Prüfungsausschuss Gärtner/Gemüsebau und ab 1997 Mitglied im Meister-Prüfungsausschuss Gärtner/Gemüsebau.
Seit 2007 war er Präsidiumsmitglied des Bayerischen Bauernverbandes, dessen Nürnberger Kreisobmann er 2012 wurde. Zudem war er ab 2007 Mitglied des Gemüseerzeugerverbands Knoblauchsland und ab 2009 dessen Geschäftsführer.
Von 2003 bis 2013 war er zudem ehrenamtlicher Richter am Arbeitsgericht Nürnberg sowie Vorsitzender des Anstaltsbeirats der Justizvollzugsanstalt Nürnberg.

### Politik
Brückner trat 2000 der CSU bei und wurde 2007 Mitglied im Ortsvorstand, 2011 stellvertretender Ortsvorsitzender und stellvertretender Kreisvorsitzender in Nürnberg-Nord. 2008 wurde er in den Nürnberger Stadtrat gewählt und war umweltpolitischer Fraktionssprecher und Mitglied im Fraktionsvorstand. Bei der Landtagswahl 2013 gewann er das Direktmandat im Stimmkreis Nürnberg-Nord als Nachfolger für Günther Beckstein und war ab 7. Oktober 2013 Mitglied des Bayerischen Landtags.
Am 7. Juni 2016 legte Brückner alle Ämter nieder. Am 8. Juni erklärte Brückner, dass es einmal gegen Entgelt zum Geschlechtsverkehr mit einer damals Sechzehnjährigen gekommen sei. Die Staatsanwaltschaft ermittelte in zwei Fällen wegen des Tatvorwurfs „sexueller Missbrauch von Jugendlichen“ gegen ihn. Im September 2016 wurde der Millionär zu einer Strafe von 90 Tagessätzen (drei Monatsgehälter) verurteilt und gilt damit als nicht vorbestraft.

### Privates
Brückner ist evangelisch, verheiratet und Vater dreier Kinder.